# 科氏似青鱗魚
科氏似青鱗魚為輻鰭魚綱鲱形目鲱科的其中一種，分布於西澳大利亞海域，體長可達13公分，棲息在沿海海域。

## 擴展閱讀
維基物種上的相關：科氏似青鱗魚